# Diógenes Arrieta
Diógenes Antonio Arrieta, conocido como Diógenes Arrieta (San Juan Nepomuceno,14 de agosto de 1849-Caracas, 7 de agosto de 1897), fue un pensador, político, poeta, humanista y filósofo colombiano.

## Biografía
Diógenes Arrieta, nació en San Juan Nepomuceno, en el entonces Estado Soberano de Bolívar, el 14 de agosto de 1848; era hijo “natural” de Policarpo Bustillo Ibarnadó, con María de Jesús Arrieta, a quien apodaban “La Chula”. Hizo sus estudios primarios en su pueblo natal; los secundarios en Cartagena y Barranquilla, y los de Jurisprudencia en la Universidad Nacional y el colegio del Rosario.
Era de condición humilde y sus estudios universitarios los hizo por intermedio de una beca que ganó del Estado Soberano de Bolívar para seguir en Santa Fé de Bogotá. Lo protegió con paternal solicitud don Francisco García Rico, y su hogar se franqueó para Arrieta en los días largos de la estrechez y el abandono.
Para Abel Naranjo Villegas, en su obra "Generaciones Colombianas" pertenece a generación clásica, en donde los hombres de las dos vertientes, se dedicaron a rigurosos estudios históricos, filosóficos y lingüísticos. Esa generación clásica produce la constitución de 1886 y entre otros integrantes de esta generación se destacan: Miguel Antonio Caro, Rufino José Cuervo, Rafael Reyes, Felipe Pérez, Jorge Isacc, Marco Fidel Suárez, Rafael María Carrasquilla, Arturo José Restrepo, José María Vargas Villa y Juan de Dios Uribe.
En Colombia ocupó los cargos de Diputado y Presidente de la Asamblea de Cundinamarca, Secretario de Gobierno y Hacienda del mismo estado, Secretario de Instrucción Pública del Estado de Santander, Secretario del Senado, Senador por el Estado de Cundinamerca y por el de Santander, Profesor de Filosofía e Historia Universal en la Universidad Nacional de Colombia. 
Su erudición sedujo al Ilustre Americano, Antonio Guzmán Blanco, quien se propuso llevar a la Constitución venezolana el modelo federalista que le inspiraron Juan Crisóstomo Falcón y Ezequiel Zamora, y Arrieta era el hombre para volverlo títulos, capítulos y artículos. En Venezuela fue representante al Congreso, Ministro de Fomento y miembro de la Academia de Historia.
Contrajo matrimonio civil con Amalia Vargas Palacio; de este matrimonio nació Rafael Arrieta Vargas, padre de la poetista Amira Arrieta Macgrogor. Contrajo matrimonio católico con Bethsabé Pradilla y García, de este otro matrimonio nacieron Rosalba y Lucila Arrieta Pradilla. Tuvo otros hijos, Eustorgio Arrieta Rodelo y Aurelio Arrieta.

### Trayectoria literaria
Como poeta tuvo la inspiración de los grandes cantores del romanticismo francés y la inspiración de un hijo legítimo de Apolo. En su poesía se nota la influencia de Núñez de Arce, Víctor Hugo, Bécquer y Bernardino de Saint-Pierre.  Expresa en la introducción que hace en su libro de poesías: “Este libro no es para aquellas personas que han vivido al pie de los altares, con la rodilla en la tierra y los labios llenos de invocaciones religiosas. Es un libro de lucha reñida con el despotismo religioso y filosófico de las escuelas ultramontanas.”
La poesía filosófica de Diógenes Arrieta, es decente y trascendestalista, se apoya en la rima, no obedece a vallas convencionales ni se sujeta a cánones caprichoso. Lo domina y abarca todo: sentimientos, ideas, el hombre en su aspecto individual y colectivo, los progresos de la ciencia y de la civilización.  En la lira de Arrieta se nota el amor pesimista y la incredulidad conscistente y su obra representa en la poesía el trabajo y las aspiaciones de la escuela liberal. Según palabras de Juan de Dios Uribe: Por donde quiera que la caucas de Arrieta pasa, hiere de muerte al eros. En todas partes aparece la revolución como tendencia vigorosa y resuelta de la poesía. En algunos de sus versos hay todo el movimiento de una batalla y es un poeta a la causa de América.
Formó parte de la Escuela La Lira Nueva de don José María Rivas Groot. Los poetas que forman parte de esta Escuela, representan en nuestra evolución lírica un momento de transición: elmpaso de los últimos románticos a la generación modernista, lo que cobra el valor de todo un símbolo con el poeta más egrerio de ese grupo: José Asunción Silva. Otros integrantes de este grupo son: Joaquín González Camargo, Jorge Isaac, Diego Fallón, Ismael Enrique Arciniegas, Arturo José Restrepo y Candelario Obeso. Diógenes Arrieta es el poeta de la negación; así lo describe José María Vargas vila: Hay en Colombia tres bases del pensamiento nacional; tres momentos psicológicos, tres épocas de la conciencia patria; en sus libros se hace el viaje de la sombra hacia la luz: José Joaquín Ortíz, Rafael Núñez y Diógenes Arrieta: el uno es la fe; el otro la duda; el otro la negación. Ortíz es creyente y austero como el Dante Núñez es Montaigne haciendo versos; Arrieta es Lucrecio: más luminoso, más artista. Arrieta no vacila, no titubea, ni suspende el ánimo ante las verdades de un orden superior. La negación de Arrieta es absolutamente sincera, como de hombre que militó con ardentía, en las filas del radicalismo anticatólico. Ni ora, ni duda: De pie en la cima niega. Así lo expresa en la introducción que hace en su libro de poesías: "Este libro no es para aquellas personas que han vivido al pie de los altares, con la rodilla en la tierra y los labios llenos de invocaciones religiosas. Es un libro de lucha reñida con el despotismo religioso y filosófico de las escuelas ultramontanas".  El trabajo dearrieta es un trabajo complejo y esta facilidad de generalizar sin decaer, es lo más valioso de su talento. Antes que todo, Arrieta, es un poeta completamente de su fantasía; así que en sus versos no hay esas vaguedades, inverosimilitudes y delirios que son muestras, las más de las veces de pobreza del entendimiento.

## Obras
- Ensayos Literarios
- Colombianos Contemporáneos
- Discursos, Poesías
- La Regeneración
- El Congreso colombiano de 1878
- Ensayo Biográfico sobre el Dr. Juan Pablo Rojas Paul
- Recuerdos de Venezuela.[5]

Redactó y colaboró en los siguientes periódicos: El Tolerante, La Opinión liberal, El Elector Popular, La Federación, La Política y la Nueva Alianza. En Caracas fue redactor en jefe de El Siglo.